# ベン・オルロフ
ベン・オルロフ（Ben Orloff, 1987年4月26日 - ）はアメリカ合衆国カリフォルニア州シミバレー出身の元プロ野球選手（遊撃手）。右投右打。

## 経歴
2008年のMLBドラフトでコロラド・ロッキーズより19巡目（全体587位）で指名でされたが入団しなかった。
2009年のMLBドラフトでヒューストン・アストロズより9巡目（全体281位）で指名され入団。
2012年に、第3回WBC予選のイスラエル代表に選出された。
2013年は傘下AA級コーパスクリスティ・フックスでプレーしていたが、7月7日に自由契約となった。
2014年から母校のカリフォルニア大学アーバイン校のアシスタントコーチを務め、2019年にヘッドコーチに就任。